# Mena Schoenfeld
Mena Schoenfeld (* 2. August 1882 in Bergen, Norwegen; † 24. Oktober 1945 in Bad Soden am Taunus) war eine deutsche Bildhauerin und Malerin.

## Leben und Beruf
Mit 33 Jahren heiratete Mena Feuchen den Bad Sodener Maler Richard Schoenfeld im Jahr 1915. Mena Schoenfeld studierte an der Städelschule Frankfurt am Main (heute Staatliche Hochschule für Bildende Künste – Städelschule) in Frankfurt am Main, bei dem damals schon über die Grenzen hinaus bekannten Professor Friedrich Christoph Hausmann.
Nur wenige ihrer Porträtbüsten sind heute noch durch erhaltene Fotos bekannt; eines der Originale, ein Mädchenkopf aus Gips ist im Besitz der Stadt Bad Soden, ein weiteres ist im Privatbesitz der Familie. Hinzu kommt ein Relief auf einer Bronzeplatte des aus rotem Sandstein bestehenden Grabsteins, das zwei sich die Hand gebende Liebende zum Abschied zeigt.
Nachdem sie Richard Schoenfeld kennengelernt hatte, entwickelte sie durch Malunterricht bei ihrem Mann ihre künstlerischen Fähigkeiten auch in der Malerei, was aber ebenfalls nur durch wenige Gemälde dokumentiert ist. Mena Schoenfeld starb am 24. Oktober 1945 in Bad Soden am Taunus.